# Амат Ндіає
Амат Ндіає Дьєдіу (фр. Amath Ndiaye Diedhiou; 16 липня 1996, Пікіне, Сенегал) — сенегальський футболіст, нападник клубу «Вальядолід».

## Клубна кар'єра
Ндіає — вихованець іспанських клубів «Реал Вальядолід» і «Атлетіко» (Мадрид). Для отримання ігрової практики він виступав за дублерів «Атлетіко». Влітку 2016 року Ндіає віддали в оренду до «Тенерифе». 3 вересня в матчі проти «Ельче» він дебютував в Сегунді. 29 жовтня в поєдинку проти «Райо Вальєкано» Амат зробив «дубль», забивши свої перші голи за «Тенерифе». У своєму дебютному сезоні він забив 12 м'ячів і став найкращим бомбардиром команди. Влітку 2017 року Ндіає перейшов до «Хетафе». Сума трансферу становила 3 млн євро. 20 серпня в матчі проти «Атлетіка» (Більбао) він дебютував в Ла-Лізі. 30 вересня в поєдинку проти «Депортіво» (Ла-Корунья) забив свій перший гол за «Хетафе».
| Дата       | Місто        | Господарі            | Результат | Гості   | Турнір                                  | Голи | Примітки |
| ---------- | ------------ | -------------------- | --------- | ------- | --------------------------------------- | ---- | -------- |
| 9-9-2018   | Антананаріву | Мадагаскар           | 2 – 2     | Сенегал | Відбір до Кубка африканських націй 2019 | -    | 85'      |
| 13-10-2018 | Дакар        | Сенегал              | 3 – 0     | Судан   | Відбір до Кубка африканських націй 2019 | -    | 74'      |
| 16-10-2018 | Хартум       | Судан                | 0 – 1     | Сенегал | Відбір до Кубка африканських націй 2019 | -    | 83'      |
| 17-11-2018 | Бата         | Екваторіальна Гвінея | 0 – 1     | Сенегал | Відбір до Кубка африканських націй 2019 | -    | 54'      |
| Усього     |              | Матчів               | 4         |         | Голів                                   | 0    |          |